# Esox niger
Espèce
Statut de conservation UICN

 LC  : Préoccupation mineure
Le brochet maillé (Esox niger) est une espèce de brochets native de la côte est de l'Amérique du Nord. Le brochet maillé tient son nom du motif caractéristique de sa robe. Il mesure généralement 40 cm et pèse 4 kg avec un maximum de 110 cm pour 9,5 kg.

## Identification
Le brochet maillé possède 4 pores sensoriels sous sa mandibule inférieure, le grand brochet en a 5 et le maskinongé de 6 à 9. La totalité des opercules est écaillée tandis que seule la partie supérieure est écaillée chez le grand brochet.                                              

## Mode de vie
Comme tous les brochets, ce prédateur chasse en embuscade. Il attend immobile que sa proie passe à proximité. Son alimentation est principalement constituée de poissons plus petits (cyprins, crapets, barbottes, perchaudes, etc.). Il est opportuniste dans le choix de ses proies. Il se nourrit aussi d'insectes, écrevisses, couleuvres, grenouilles, souris. En hiver, il est actif et s'alimente sous la glace.

## Reproduction
Le brochet maillé se reproduit au printemps après la fonte des glaces, en avril et mai. Les lieux de frayère se situent en eaux peu profondes (1  à   3 m) : rives inondées des rivières, des lacs et des étangs, baies des lacs et secteurs calmes des rivières.
La maturité sexuelle est atteinte entre 1 et 4 ans. Aucun nid n'est construit. La femelle est accompagnée de deux mâles plus petits. Les œufs jaune pâle d'environ 2 mm de diamètre sont dispersés au hasard et se fixent à la végétation. Une femelle de grosseur moyenne pond entre 6 000 et 8 000 œufs qui éclosent après 6 à 12 jours.

## Pêche sportive
Le brochet maillé est une espèce de brochet très combative. Du côté américain, cette espèce est souvent la deuxième préférée pour la pêche sportive tout juste derrière la pêche à l'achigan à grande bouche.
Au Québec, cette espèce est encore très peu connue pour ces qualités sportives.
Les leurres voyants et bruyants sont souvent préconisés pour provoquer l'attaque de ce carnassier.